# Construccions de pedra seca VII (l'Albi)
Les Construccions de pedra seca VII és una obra de l'Albi (Garrigues) inclosa a l'Inventari del Patrimoni Arquitectònic de Catalunya.

## Descripció
Cabana de pastors utilitzada com a aixopluc ocasional feta de grans pedres local sense desbastar i encarada cap al sud-est. La volta de canó està feta per aproximació de filades. La porta està desplaçada cap a la zona dreta.
A l'interior hi ha una menjadora per animals, una llar de foc a terra, armaris a la paret i un altell fet de canyís que s'utilitza per guardar la palla o com a lloc per dormir.